# Aratinga de Finsch
L'aratinga de Finsch (Psittacara finschi) és una espècie d'ocell de la família dels psitàcids que habita boscos poc densos i terres de conreu del sud-est de Nicaragua, Costa Rica i oest de Panamà.